# Rožňavský potok
Rožňavský potok – duży potok w środkowej Słowacji, w dorzeczu Slanéj. Długość ok. 13 km. Prawie cały bieg, poczynając od źródeł, na obszarze grupy górskiej Złotego Stołu w Górach Wołowskich

## Bieg
Źródła potoku znajdują się na wysokości ok. 1080 m n.p.m., na południowych stokach przełęczy Krivé (1109 m n.p.m.) w głównym grzbiecie grupy Złotego Stołu. Spływa, generalnie w kierunku południowo-zachodnim długą, głęboką, zalesioną Doliną Rożniawską. Przy dolnym krańcu wsi Čučma skręca na południe i w mieście Rożniawa wypływa na teren Kotliny Rożniawskiej. Przepływa przez Rożniawę i na jej południowo-zachodnim skraju, skręcając ponownie ku południowemu zachodowi, na wysokości ok. 275 m n.p.m., wpada – jako lewobrzeżny dopływ – do Slanéj.
W górnym biegu, w rejonie osady leśnej Grexa, przyjmuje prawostronny Zlatý potok, w dolnym biegu, przy dolnym krańcu wsi Čučma, prawostronny, duży Čučmianský potok (też jako potok Laz), poza tym kilka znacznie mniejszych dopływów, głównie lewobrzeżnych. Tok, poza terenami miasta Rożniawa, w większości nieuregulowany.